# Acronicta hamamelis
Acronicta hamamelis (tên tiếng Anh: Witch Hazel Dagger Moth) là một loài bướm đêm thuộc họ Noctuidae. Nó được tìm thấy ở Canada (Nova Scotia, Quebec và Ontario) và một số khu vực của Hoa Kỳ, bao gồm Maryland.
Ấu trùng ăn các loài Hamamelis.